# Nomic Game
Nomic Game – eksperymentalna gra, której głównym założeniem jest możliwość zmiany reguł w trakcie gry. Początkowe reguły normują tylko sposób, w jaki powinny być dokonywane kolejne zmiany, ale same mogą zostać zniesione lub zmienione w drodze głosowania.
Pomysłodawcą gry był Peter Suber, pracownik naukowy wydziału filozofii Earlham College w USA, który użył jej w 1982 jako ilustracji do opracowywanej przez siebie książki o systemach politycznych. Od tego czasu gra zyskała niewielkie, ale oddane grono fanów.